# Enconista tennoa
Enconista tennoa là một loài bướm đêm trong họ Geometridae.